# تشو تشينغو
تشو تشينغو (بالإنجليزية: Chu Ching-wu)‏ هو عالم تايواني في مجال فيزياء ولد في 12 فبراير 1941

 في تشانغشا، تايوان، حائز على جائزة قلادة العلوم الوطنية الأمريكية.

## وصلات خارجية
- الموقع الرسمي لجائزة قلادة العلوم الوطنية الأمريكية